# Transition isomérique
 (octobre 2021).
Si vous disposez d'ouvrages ou d'articles de référence ou si vous connaissez des sites web de qualité traitant du thème abordé ici, merci de compléter l'article en donnant les références utiles à sa vérifiabilité et en les liant à la section « Notes et références ».
Pour les articles homonymes, voir Transition (homonymie).
La transition isomérique est un mode de désintégration radioactive par lequel un isomère nucléaire libère tout ou partie de son énergie d'excitation sans subir de transmutation : les nucléons se réorganisent au sein du noyau dans une configuration de moindre énergie mais l'atome ne change pas de nature chimique. 

## Description
Le terme « transition isomérique » rappelle la « transition électronique », mais ces deux processus sont similaires dans leur principe mais différents dans leur nature :
- le premier concerne les noyaux atomiques et la distribution des nucléons sur les différents niveaux d'énergie nucléaires ;
- le second concerne les atomes eux-mêmes et la distribution des électrons sur les différentes orbitales atomiques.

L'énergie libérée par la relaxation du noyau peut être émise :
- soit par le noyau lui-même sous forme d'un ou plusieurs photons γ ;
- soit par l'atome dans son ensemble sous forme d'un électron énergétique expulsé par conversion interne.

Ces deux processus sont toujours en concurrence l'un avec l'autre, l'émission γ étant prépondérante mais la conversion interne pouvant être favorisée dans les transitions entre états énergétiquement proches (ne différant que de quelques mégaélectron-volts) sans changement de spin nucléaire.
Le photon γ émis par le noyau peut interagir avec un électron de l'atome et l'expulser par effet photoélectrique.
Dans le cas d'une conversion interne, l'énergie est emportée hors du noyau par un électron qui a interagi directement avec un nucléon au sein du noyau : il s'ensuit une lacune dans une couche électronique interne de l'atome, lacune comblée par un électron périphérique qui « tombe » vers la couche interne incomplète en libérant de l'énergie communiquée à un autre électron périphérique à son tour expulsé de l'atome par effet Auger.
L'une des transitions isomériques étudiées les plus finement est celle du technétium 99m, un isomère très utilisé en médecine nucléaire :
- 87,87 % des transitions se font par émission d'un photon γ d'énergie :
  - 140,5 keV dans 98,6 % des cas ;
  - 142,6 keV dans 1,4 % des cas.
- 9,13 % des transitions se font par conversion interne avec la couche K.
- 1,18 % se fait avec la couche L.
- 0,39 % se fait avec la couche M.